# Championnat de France de football de deuxième division 1953-1954
Navigation
Division Interrégionale 1952-1953 Division Interrégionale 1954-1955
L'édition 1953-1954 du championnat de France de football de D2 se joue avec une poule unique de 20 clubs. Le titre est remporté par le Olympique lyonnais, qui accède ainsi à la première division, en compagnie de l'AS Troyes et du RC Paris.

## Les 20 clubs participants
| - AS Aix - Olympique d'Alès - SCO Angers - RCFC Besançon - AS Béziers - AS Cannes - FC Grenoble - Olympique lyonnais - SO Montpellier - FC Nantes | - CA Paris - RC Paris - FC Perpignan - Red Star Olympique - Stade rennais UC - FC Rouen - CS Sedan-Ardennes - SC Toulon - AS Troyes - Valenciennes FC |

## Classement final
| #  | Club               | Joués | V  | N  | D  | bp:bc  | +/- | Points |
| -- | ------------------ | ----- | -- | -- | -- | ------ | --- | ------ |
| 1  | Olympique lyonnais | 38    | 25 | 8  | 5  | 108-44 | +64 | 58     |
| 2  | AS Troyes          | 38    | 24 | 7  | 7  | 101-34 | +67 | 55     |
| 3  | RC Paris           | 38    | 25 | 5  | 8  | 107-48 | +59 | 55     |
| 4  | FC Rouen           | 38    | 23 | 6  | 9  | 81-47  | +34 | 52     |
| 5  | CS Sedan-Ardennes  | 38    | 19 | 11 | 8  | 77-41  | +36 | 49     |
| 6  | Stade rennais UC   | 38    | 19 | 6  | 13 | 86-53  | +33 | 44     |
| 7  | Red Star Olympique | 38    | 20 | 4  | 14 | 71-59  | +12 | 44     |
| 8  | FC Perpignan       | 38    | 16 | 7  | 15 | 49-63  | -14 | 39     |
| 9  | FC Nantes          | 38    | 14 | 8  | 16 | 68-62  | +6  | 36     |
| 10 | Valenciennes FC    | 38    | 16 | 4  | 18 | 56-62  | -6  | 36     |
| 11 | SCO Angers         | 38    | 12 | 11 | 15 | 53-58  | -5  | 35     |
| 12 | AS Aix             | 38    | 14 | 7  | 17 | 53-67  | -14 | 35     |
| 13 | AS Cannes          | 38    | 12 | 10 | 16 | 49-55  | -6  | 34     |
| 14 | RCFC Besançon      | 38    | 11 | 11 | 16 | 50-65  | -15 | 33     |
| 15 | FC Grenoble        | 38    | 12 | 9  | 17 | 54-80  | -26 | 33     |
| 16 | AS Béziers         | 38    | 10 | 7  | 21 | 41-92  | -51 | 27     |
| 17 | Olympique d'Alès   | 38    | 10 | 7  | 21 | 31-83  | -52 | 27     |
| 18 | SC Toulon          | 38    | 11 | 4  | 23 | 45-82  | -37 | 26     |
| 19 | CA Paris           | 38    | 8  | 7  | 23 | 56-91  | -35 | 23     |
| 20 | SO Montpellier     | 38    | 5  | 9  | 24 | 23-73  | -50 | 19     |

# position ; V victoires ; N match nuls ; D défaites ; bp:bc buts pour et buts contre
 Victoire à 2 points

## À l’issue de ce championnat
- L'Olympique lyonnais, l’AS Troyes et le RC Paris sont promus en championnat de première division.
- Équipes reléguées de la première division : le Stade Français, Le Havre AC et le FC Sète.